# 와이고수
와이고수(YGOSU)는 온라인 종합커뮤니티 사이트다. 주로 유머, 연예인, 스포츠, 게임 등 다양한 주제별 게시판과 스포츠와 게임을 주제로 한 승자예상 게시판  등을 운영하고 있다. 줄임말로 와고라고 칭하기도 한다.

## 역사
와이고수는 1999년 5월 ygclan.com이라는 주소와 '엽기길드'라는 이름으로 서비스를 시작하였다. 당시 엽기코드가 유행하였는데 스타크래프트 유닛간 실험 등이 그 엽기코드에 맞아 떨어져 유명해지는 계기가 되었다. 이에 따라 각종 미디어에 노출되었고 방문객이 급증하게 되어 스타크래프트를 즐기는 유저들의 커뮤니티가 되었다. 2007년 사이트를 클랜과 분리하여 사업자등록 후 '와이고수'라는 이름으로 변경하여 서비스하게 되었다. 원래는 스타크래프트와 관련한 주제가 주류를 이루었으나 남성 유저가 주를 이루는 사이트 성격상 수 많은 야짤 관련 게시물들이 올라오게 되었고 지금의 대외적 이미지는 엉덩국의 만화와 같게 되었다. 이후 2013년 초까지 서버 문제, 스타크래프트의 인기 하락 등의 이유로 방문자가 줄어들게 되었으나, 2013년 말 사이트를 종합 커뮤니티로 개편하면서 다시 방문자가 증가하는 추세가 이어지고 있다. 메구리 팬 미팅까지 진행하는 등 활발한 활동을 하던 중 와이고수 레드 라는 성인사이트를 개설하여 크게 질타를 받았으며 추 후에는 소극적인 운영으로 회원들에게 큰 질타를 받고있다.
2025년 7월 31일부터 디시인사이드에서 국제결혼을 설거지론이라는 극단주의 이론으로 정치적으로 악용한 주식 갤러리의 악성 난민들이 이주하였다고 디시인사이드 회원들한테 평가받고 있다.

## 이름 유래
와이고수라는 이름의 유래는 당시 엽기길드의 길드장이자 와이고수 제작자의 말에 따르면 다음과 같다. 2007년 사이트를 클랜과 분리하게 되면서 클랜명인 ygclan의 정통성은 유지하면서도 게임 커뮤니티 사이트의 특성을 살리고자 'yg(엽기)'에 'gosu(고수)'라는 뜻을 붙이게 되었고 이것이 현재의 사이트 이름이 되었다.

## 게시판
와이고수의 게시판은 크게 6가지로 분류된다.

### 일반
공지사항을 비롯하여 자유게시판, 엽기자랑, 유저뉴스 등 다양한 게시판이 포함되어 있다.
- 공지사항 - 와이고수 관리자가 이벤트, 서버 점검, 수정 사항 등을 전달하는 게시판이다. 보여주기 행정식 게시판
- 자유게시판 - 유저들이 자유롭게 이야기하는 게시판이다.주로 친목을 위주로 커뮤니티가 형성된다.
- 엽기자랑 - 와이고수에서 가장 활성화된 게시판 중 하나로 엽기적인 내용 외에도 잡다한 게시글이 올라온다.
- 유저뉴스 - 와이고수 유저들이 직접 뉴스를 올릴 수 있는 게시판이다.
- 공부 - 공부와 관련된 게시판이다. 근데 공부내용은 일절없다.
- 익명 - 닉네임을 노출하지 않고 질문 또는 글을 올릴 수 있는 게시판이다. 뒷담게시판
- 정치 - 정치와 관련된 게시판이다.
- 연애/고민 - 연애와 관련된 내용, 연애 고민상담게시판이지만 모쏠밖에 없으니 여기서 배우진말자.
- 공포/미스테리 - 무서운 이야기를 나누는 게시판이다.
- 꿀팁 - 유용한 정보를 공유하는 게시판이다.
- 취업/알바 - 취업과 알바에 관련된 정보를 공유하는 게시판이다. (2015.08 신설)

### 스포츠/IT
- 축구 -  축구와 관련된 이야기를 나누는 게시판이다. 승자예측 이벤트가 열리기도 한다.

- 야구 - 야구와 관련된 이야기를 나누는 게시판이다.

- 농구 - 농구와 관련된 이야기를 나누는 게시판이다. 죽어가는 게시판

- 운동/헬스 - 헬스를 비롯한 운동에 관련된 정보를 공유하는 게시판이다. 멸치들밖에 없다

- 자전거 - 자전거와 관련된 게시판이다. (2015.08 신설)

- 컴퓨터 - 컴퓨터 및 노트북과 관련된 이야기를 나누는 게시판이다.

- 스마트폰 - 스마트폰과 관련된 이야기를 나누는 게시판이다.

### 문화
- 만화/애니 - 만화 및 애니메이션과 관련된  이야기를 나누는 게시판이다.
- 연예인 - 연예인 사진, 움짤, 직캠 등을 올리는 게시판이다.
- 영화/드라마 - 영화 및 드라마와 관련된 게시판이다.
- 음악 - 음악 추천 및 질문을 하는 게시판이다. 게시판 중 가장 클린한 게시판
- 음식/맛집 - 음식사진 인증 및 맛집 등을 소개하는 게시판이다.
- 군대/밀리터리 - 군대 및 밀리터리와 관련된 게시판이다.
- 패션/뷰티 - 패션 및 뷰티와 관련된 게시판이다.
- 힙합 - 힙합 문화에 대해 이야기를 나누는 게시판이다.
- 동물/곤충 - 반려동물에 대해 이야기를 나누는 게시판이다.
- 주식 - 주식에 관련된 이야기를 나누는 게시판이다.
- 그림 - 직접 그린 그림을 올리고 공유하는 게시판이다.
- 여행 - 여행에 관련된 정보를 공유하는 게시판이다. (2015.08 신설)

### 게임
스타크래프트를 필두로 리그 오브 레전드, 스타크래프트2, 던전앤파이터 등 다양한 게임별 게시판을 운영하고 있다.

### 밤고수
남성 유저 중심의 커뮤니티 특성상 운영되는 게시판이다. 19세 인증을 거쳐야 게시물을 읽을 수 있다.

### 승자예상
와이고수 유저들이 직접 승자예상과 관련된 게시물이나 자료를 올릴 수 있는 게시판이다. 승자예상 분야는 축구, 야구, 농구, 배구, 게임, 기타 다.

## 사건 및 사고

### 집단성희롱 및디지털 성범죄사건
'은꼴사 게시판'에서 미성년자를 포함한 여성들의 SNS 사진을 무단으로 공유하고 성희롱을 일삼아 논란이 일었다.

## 같이 보기
- 포모스